# 退屈

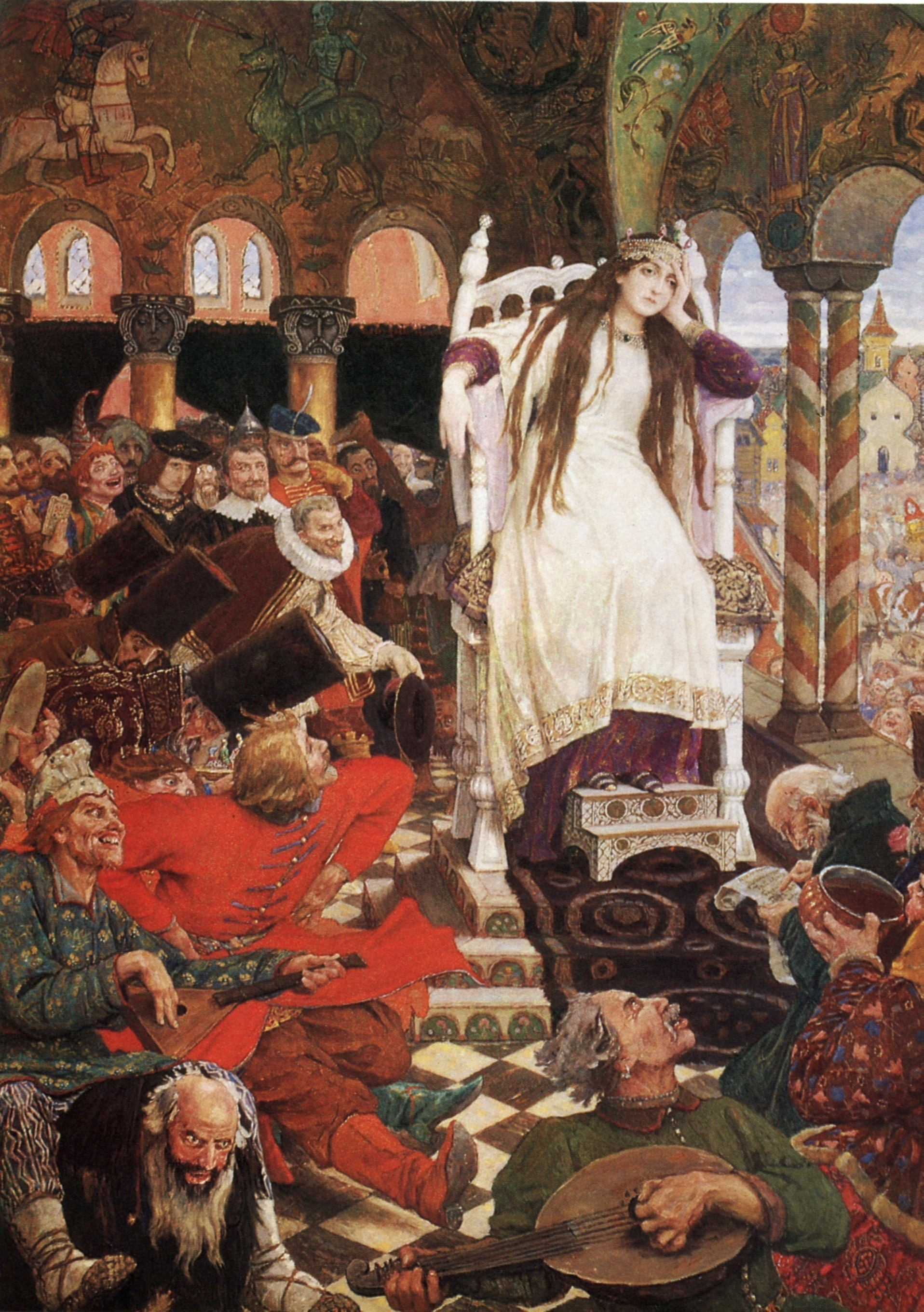
「笑わない王女」

退屈（たいくつ）は、なすべきことがなくて時間をもてあましその状況に嫌気がさしている様、もしくは実行中の事柄について関心を失い飽きている様、及びその感情である。
ある程度の時間にわたって、興味（好奇心）を持てる感覚的な刺激が得られない状態で、その状態を維持することを求められると、当初はどのようなものかに興味が持てるかもしれないが、その内容に見通しがつき、それが興味を維持できないものであった場合、飽きが来る。それでも止めることを選択できない場合、それを続けるのが苦痛になる。この状態が退屈である。教科書をただ棒読みするだけの先生の授業や、会社での単調な作業はひどく苦痛である。これが退屈という感情である。
退屈は眠気を誘発することがよくあり、まずあくびが出る。そのまま寝入ることを居眠りという。

## することがない場合
何もすることがない状態で、積極的には何もしないことを暇（ひま）という。この状態は疲労回復が必要な場合などでは貴重であるが、そうでない場合、あるいは疲労がある程度回復した場合には、暇をもてあまし、退屈を感じるに至る。暇でなくするために何かを始める場合、これを暇つぶしと言うが、ほぼ退屈しのぎと同義である。
長い休暇を取り、体を休めるのは時に退屈を誘発する。これを嫌い、バカンスなどの際に細かな日程や予定を組み入れ、にぎやかにすごそう、との考え方もあるが、むしろバカンスでは退屈を楽しむべき、との判断もある。

## することがある場合
することがあっても、たとえば話を聞くような受容的なものである場合や、単純で軽い作業の繰り返しである場合には、次第に退屈を感じる。退屈の状態で居続けるのは苦痛なので、感覚や刺激に変化を与えるのは良い対抗策である。自分でそのような刺激を求めてわずかな刺激の変化を求めて行われるものを退屈しのぎという。
例えばつまらない授業・講義や講演を聴き続けるのは退屈であるが、それらへの参加を余儀なくされることも多く、その場合、眠くなっても眠るわけにはいかない場合が多い。もっとも積極的な方法はその講師に対して抗議する、あるいは質問をぶつけることだが、それが許されないことも多い。消極的な方法は、膝をつねってみるなど、とにかく寝ないように刺激を与えることである。外見には目立たない方法として、落書きをする、私語をする、指遊びや鉛筆回しに興じるなどもよく行われる。
運動や作業を行っている場合、それほど負担が少ない単一の活動を単純な繰り返しで行うときに退屈を生じやすい。その意味で歩くのは退屈なことであるが、普通は歩くことで場所が移動するので、周囲の景色が変わるのがよい刺激になる。従って、室内の器具の上で歩くのはかなり退屈である。
また、退屈は肉体的疲労感を加速する。単純労働においては、これは作業効率の明確な低下をもたらす。かつては物を作るのは様々な工程を一人で行う複雑な作業であったが、工場制手工業以降、次第に各段階を分担する流れ作業が導入され、次第に退屈なものとなった。作業工程を切り分けて一連の単純作業を取り出し、作業転換に必要なタイムロスを省くとともに非熟練工でも即座に工場労働を担えるようにするのが流れ作業の眼目であったが、あまりに単純すぎる作業はかえって労働意欲の低下を招くのである。従って、退屈な作業を行う際には、音楽など他の刺激に変化を求めるのがよく行われる。また、時間を分けて作業の種類を取り替えるなどの対策もとられることがある。現在では逆に一人が様々な段階に手を触れるようにしている例もある。

## 退屈の許容
安定した定職や一定の活動だけで生活を維持できる立場を持つ者にとって、もっとも退屈なのは日常生活であり得る。日々の営みが毎日同じもの、無難な事象だけであれば、それが苦痛となる場合もある。そういった場合、日常生活に多少の波風を期待する、という場合もある。そのような生活とはまったく逆に、人生に語ることがあまりにも多いのが「波瀾万丈」という事態である。しかし、実際には波瀾万丈な人生は大変であり、退屈な生活はむしろ幸せな状態と見ることもできるだろう。その意味で、退屈を許容することは幸せを知ることでもある。退屈に甘んじるべきだという教えは、日常道徳の中でよく聞かれるところであるし、洋の東西を問わず伝統的哲学をかなり通俗化させた見解でもある。

## 退屈の価値
一般的には退屈は価値のないものと考えられがちである。しかし、まず生活に余裕がないと退屈は生じない。一瞬一瞬に命がかかる生活では退屈を感じるわけにいかない。その意味で、おそらく狩猟生活などで厳しい生活を送っていた頃の人類には退屈はなかったであろう。満腹して座り込み、顔を上げて星空を見たのが文明の始まりとの言葉もある。退屈はそれを抜け出る方法の模索への意欲を引き起こし、新たな刺激ややり方の模索への動機ともなる。
芸術は感覚的刺激の新しいものを常に模索してきた。後進は先人の技術を継承し守り育てるが、それは似たような作品の単なる繰り返しとなりかねない。その結果、古いものは往々にして退屈と感じられるようになる。したがって、後進はそれを越える何かを探し、その積み重ねがその分野の枠を広げてきた。
刑務所に収監された人々の中には、退屈との戦いに悩まされたと告白している例が少なくない。中でも独房での監禁は労務や他人との交流といった退屈しのぎすら奪われた状態であり、長期化すると精神衛生上の危機に晒されるケースもある。懲役や禁固といった自由刑には、社会との隔離とともに、退屈によって生じる苦痛の強制が意図的に組み込まれているという見方もある。

## 退屈に関わる事件
2005年、青山学院大学附属高校の入試において、「ひめゆり学徒の体験談は退屈」と言う生徒の感想文を読んで問いに答える、と言う趣旨の問題が出たことが問題になった。また、この文章が生徒のものではなく、教師が作文したことが明らかになり、それを含めて大きな論議を呼んだ。これに関しては『平和は「退屈」ですか』（下嶋哲朗, 2006, 岩波書店）等が出ている。

## 退屈の心理学
シンシア・フィッシャーの定義によれば、「退屈」が意味する心理学的過程とは、「現在行われている活動に対して興味をまったく失っており、集中しがたく感じるような、不愉快で一過性の情動的状態」のことである。M・R・リリーらの定義はもっと簡潔だが、要点は同様と言える。つまり、退屈が「認知的注意力を働かせる過程に関連する情動的経験のひとつ」だと言うのである。これらの定義から、退屈を感じるのは何もすることがないからではなくて、ある特定の活動に対して執着することができないからであるということがわかる。なにかに関与したいという深い欲望をわれわれはしばしばもっているにもかかわらず、関与したいと思わせてくれるものが何もない、というわけである。
一説では退屈には3種類あり、そのどれもが注意を集中できないという問題を含んでいる。（1）何かにすることがどうしてもできない。（2）望んでいない活動をやらされている。（3）これといった理由はないが何もする気になれないとか何も見る気になれない。といった場合に退屈感を持つ。
心理学的に重要な構成概念としては退屈感志向 (boredom proneness) すなわちあらゆる種類の退屈を経験しようとする傾向がある。この度合いを測るのが退屈感志向スケール (Boredom Proneness Scale) である。上記の定義と符合することだが、最近の研究でも退屈志向が「注意の欠如」と明らかに関連しており、負の相関があると考えられている。理論的に言っても、また臨床的研究が教えてくれるところによっても、退屈感と退屈感志向はどちらも抑鬱的傾向と関連している。とはいえ退屈志向は抑鬱的傾向だけではなく注意力不足とも深く相関していることが明らかになっている。しばしば退屈は些細で実害のない現象だとみなされているが、心理学、医学、教育学、社会学などさまざまな角度から分析することができる複雑な現象といえる。

## 退屈の哲学
日常生活でなんらかの活動に没頭しているときには、目的ある活動だからこそ意味があるのだと知っている（その目的というのが、なんらかの成果を得るということだろうと、活動そのものが楽しいということだろうとどちらでもよい）。そのような日常生活で生じることがある退屈（哲学的文脈では倦怠という硬い表現が用いられることも多い）のひとつには、機械的な退屈がある。機械的退屈とは、パスカルが『パンセ』の中で述べているように、おこないたいと思っている活動を邪魔され、その時間的継続性を繰り延べざるをえなくなってしまうゆえに、ついつい他のことをしたくなってしまうときに生じるものである。

### 空虚な時間性
ただし、もっと一般に、私たちは活動そのものがつまらないせいで退屈になるときもある。その場合には、「われわれの注意をとどめることがない」のは「活動そのもの」であって、外的要因のせいで活動のプロセスが邪魔されているわけではない。興味を惹くに足る目的を欠いた活動であるために退屈なのである。そのときには暇つぶしをして活動のつまらなさを補おうとする。つまり、まさしく暇（時間）を過ごすことが問題なのである（マルティン・ハイデガーが『形而上学の根本諸概念』で挙げている待合室で退屈している男の例を参照）。退屈しているときには始終時計を見て時間が過ぎているのを確認してしまうが、それはいま直面しているのが「空虚な時間性」であって、その空虚さを埋めたいと思っているからである。

### 自らへの退屈
以上の2種類の退屈に加えて、さらに根本的な退屈がある。すなわち、「ひとがみずからに対しておのずから退屈する」ことである。ふだんなら彼の活動に意味を与えてくれるものが周りにいくらでもあるのに、もはや目的ある時間性の中に一切なにも組み込まれることができなくなるのである。そのうち日常的活動に立ち返って目的ある時間性を再発見できるだろうとははっきりわかっているが、それでも、一切なにをする気にもなれないという欲望の不在に呑み込まれてしまう。それどころか、みずからをとことん嫌悪し、絶望のあげくみずからの生きる時間を空虚と感じるまでになる。このばあい厄介なのは活動対象ではなく、目的の欠如としたがって意味の欠如にさいなまれている自己自身なのである。

### 何の意味もなく
このような、みずからの死でさえ何の意味もなく、一生を掛けてさえ一切の目的を実現できないという経験はまったく耐えられないものであり、吐き気を催すようなものでさえある（ジャン＝ポール・サルトル『嘔吐』を参照）。人はそのとき暗い気持ち、憂鬱になる。憂鬱とはメランコリー、すなわち古代の体液説でいう黒胆汁のことなのである。そこで意気消沈した気持ちを吹き飛ばすために、気晴らしをしようとする。ここで気晴らしとは、楽しい娯楽であるだけではなく、存在論的真理の問題に直面するのを避けるためにあえて行う深刻な活動なのである。

### どこが悲惨なのか
退屈に陥った人が知るのは、みずからの有限性という悲惨事であり、気晴らしによってその事実から目を逸らそうとしている。ハイデガーは『形而上学とは何か』の中で次のように述べている。「深き退屈は、現存在の深淵を沈黙せる霧のようにさまよい廻り、すべての事物やすべての人間そしてそれらと共にある、人それ自身をも、一緒に一種不思議な無関心の中に陥れるのである。この退屈が全体としての存在事物を顕示するのである」。だからといってこの悲惨事から目を背けようとしても、かえっていっそう悲惨になるだけである。なぜならこの悲惨事のどこが悲惨なのかがわかっていないからだ。すなわち退屈が内に秘めている教育学的可能性に目を向けていないのである。

### 空虚を満たそう
したがって、この退屈という空虚から目を背けることなく、空虚を満たすべきなのである。パスカルにとって、無限の空虚としてのこの退屈の経験は必然的なものであり、この空虚を埋めてくれるのは、信仰の神という無限の存在によってのみである。とはいえ正解は一つではない。さまざまな解答がありうるが、どの解答がよいか判断するよりも、それぞれの解答のもつ意味を知ることが大切である。すなわち、単に退屈から逃れるための気晴らしをしているにすぎないのか、それとも退屈の反復によって退屈をみずから引き受けているのかが鍵を握っているのである。

### 気晴らしの人
したがって気晴らしの人は、反復の人と根本的に異なっている。気晴らしの人は自分が存在論的空虚を持っているとは気づいていないので、退屈の中に何があるのかを知ろうとしない。彼は自分が充溢した存在だと思っており、存在論的に確実な存在だと思っている。しかし、ジャック・ラカンが述べているように、「自分を王だと思う人間が狂人だとすれば、自分を王と思う王もやはり狂人である」。自分はすでに深い存在であり、自分の投企によってそのことが当然にも開示されると信じているがゆえに、気晴らしの人は現在において未来を生きている。このため、（機械的）退屈が生じたとき、彼はみずからが欺瞞的であるために自身に対して誠実であることができず、たちまち意気消沈してしまうのである。

### 反復の人
反対に反復の人は、退屈の経験によってみずからを取り戻す。反復の人は、「退屈によって明らかになる確実な土台の上でみずからが行動しているのだ」と知っている。言い換えれば、反復の人はみずからが存在論的には無価値である（空無性）のを知っているのである。
この空無性に身をさらすことは、みずからの真の目的に身をさらすことでもある。すなわち、すでに切迫している彼自身の死に、あるいはハイデガーのいう「彼自身の不可能性の可能性」に身をさらすのである。
そのとき反復の人は、非意味のもとに意味を得る。
言い換えれば、反復の人は自分が存在論的確実さを備えているとは思っていないので、自分の未来ばかりを見ようとはしない。
彼は未来から見て自分がかつて何であったかと考えるのであり、すなわち「前未来」を生きるのである。
反復の人はどんな活動をしているときでもみずからに誠実なので、過去を自分の現在に繋がるものとして見ることができる。なぜなら、自分が過去におこなったことが現在の自分を構成しているからである。
退屈において、また退屈によって明らかになるみずからの死という存在論的欠如を土台として彼自身の本質がつねにすでに規定されているのだから、このような反復の人であれば、みずからの本質に立脚して、自身に固有の意味について欺瞞なく主張できるのである。

## 退屈と文学
大江健三郎はエッセー『新しい文学のために』の中で、チェーホフの小説『決闘』を引きながら、馬車から見える切り立った岩壁と背後の山々と薄暮の空の織りなす絶景でさえ、ある者には「すばらしい見晴し」と感じられ、ある者には見飽きたつまらない風景としか映らないと述べている。大江がロシア・フォルマリズムの表現を借りて主張するところによれば、まったく同じ景色であっても、想像力の働きを介してそれが「異化」されるか否かによって、それを退屈と感じるかが変わる。異化によって単なる言葉から文学的イメージになるのだとすれば、退屈の分析は文学理論にとって重要となろう。
別の観点から考えるとすれば、昔話の構造を考えるとき、退屈に対してどのように振る舞うかが物語の展開にとって大きな役割を果たすことがある。ウラジーミル・プロップが『昔話の形態学』で示した図式に従うなら、ある種の昔話は、「禁を課されている」（物置を覗いてはならない、中庭から出てはならない、等）主人公が、なんらかの原因によって禁を破ってしまったことによって開始される。禁を破る原因は、命令を忘れていたとか、なにかに夢中になりすぎたとか様々であるが、要するに退屈したのである。そして、禁を破ったことによって、主人公に対する敵対者（ヘビ、悪魔、魔女、等）が登場し、物語が大きく展開する。主人公がどのようにして自分の敵対者と対決し、克服していくかに焦点が移っていくのである。
禁を破ることが大きな危機を招くという昔話のプロットには、昔話の伝承者である民衆が抱えてきたなにかしらの感覚が窺えるだろう。プロップの言葉を引けば、「これは子供のことを思いわずらう、親の日常的な心配ごとと考えることもできよう」。しかしそれだけではない。「そこには単なる懸念ではなく、何かもっと根深い畏怖がうかがえる」。一言でいえば、それは当時の民衆が感じていた、「人間をとりまいている目に見えない力を前にした怖れ」なのである。

### 退屈に負けて
とはいえ、退屈に負けて外に飛び出していった主人公の物語を追ううちに、われわれは民衆がもっていた別種の願望のようなものにも気づくかもしれない。主人公は自分に降りかかった災いをどうにか克服したのではなくて、自ら冒険に飛び込んだとも言えるのではないだろうか。昔話を聞いたロシアの民衆は、それが誰にでも克服できるわけではない試練の物語だと知りながら、主人公の活躍に喝采を送ったであろう。試練の物語がプロップの言うように古くからの加入儀礼の記憶に根をもっているとすれば、退屈とそこからの克服は人間的営みの根幹に触れる概念なのである。
そう考えてみると、高貴な身分の主人公が退屈を解消するために外出し、身分を隠して庶民と接触し、のちに身分を明かすという、新さんが庶民生活の中で活躍する八代将軍の時代劇『暴れん坊将軍』や、直参旗本早乙女主水之介の物語『旗本退屈男』のプロットの中には、昔話のプロットと共通するところがありながら、相反するところもある。退屈に安住せず冒険に乗り出す主人公たちを見て視聴者は溜飲を下げたであろう。
しかしそこには危機に直面することへの怖れはもはや感じられない。それは発達した都市文化を背景にしてしか成立しない感覚なのである。従って、退屈を前にしてどのように考えるかは、時代的にも社会的にも異なる。
退屈について問うことは、みずからについて問うことである。

## 註
1. ↑  Csikszentmihalyi, M., Finding Flow, 1997.
2. 1 2   ヒーター・トゥーヒー『退屈：息もつかせぬその歴史』篠儀直子訳 青土社 2011 ISBN 9784791766215 pp.109-122.
3. ↑  Fisher, C. D. (1993). Boredom at work: A neglected concept. Human Relations, 46, 395–417, p. 396.
4. ↑  Leary, M. R., Rogers, P. A., Canfield, R. W., & Coe, C. (1986). Boredom in interpersonal encounters: Antecedents and social implications. Journal of Personality and Social Psychology, 51, 968–975, p. 968.
5. ↑  Cheyne, J. A., Carriere, J. S. A., & Smilek, D. (2006). Absent-mindedness: Lapses in conscious awareness and everyday cognitive failures. Consciousness and Cognition, 15, 578-592.
6. ↑  Farmer, R. & Sundberg, N. D. (1986). Boredom proneness: The development and correlates of a new scale. Journal of Personality Assessment, 50, 4–17.
7. ↑  Fisher, C. D. (1993). Boredom at work: A neglected concept. ‘’Human Relations, 46’’, 395–417
8. 1 2  Carriere, J. S. A., Cheyne, J. A., & Smilek, D. (in press). Everyday Attention Lapses and Memory Failures: The Affective Consequences of Mindlessness. Consciousness and Cognition.
9. ↑  Sawin, D. A. & Scerbo, M. W. (1995). Effects of instruction type and boredom proneness in vigilance: Implications for boredom and workload. Human Factors, 37, 752–765.
10. ↑  Vodanovich, S. J., Verner, K. M., & Gilbride, T. V. (1991). Boredom proneness: Its relationship to positive and negative affect. Psychological Reports, 69, 1139–1146.
11. ↑  『ハイデッガー全集第29/30巻　形而上学の根本諸概念』川原栄峰、セヴェリン・ミュラー訳、創文社、1998年。これは1929年から1930年にかけてフライブルク大学でおこなわれた講義の記録であり、ハイデガーが退屈について最も広範に言及しているもの。
12. ↑  マルティン・ハイデッガー『形而上学とは何か』大江清志郎訳、増訂版、理想社、1961年、46ページ。これはフライブルク大学就任講義として行われた講演の記録で、ハイデガーが退屈について論及した最初のもの。
13. ↑  ジャック・ラカン「心的因果性について」、『エクリI』、弘文堂、1972年、230ページ。
14. ↑  大江健三郎『新しい文学のために』岩波新書、1988年、70ページ。
15. ↑  ウラジーミル・プロップ『昔話の形態学』北岡誠司・福田美智代訳、白馬書房、1987年
16. ↑  プロップ『魔法昔話の起源』斎藤君子訳、せりか書房、1983年、36ページ。
17. ↑  『魔法昔話の起源』43ページ。